# 沈庆霖
沈庆霖，是一名清朝政治人物。
沈庆霖曾于道光六年(1826年)接替薛凝度任邵武府知府一职，道光六年(1826年)由李嘉祥接任。